# Ригони (Сијена)
Ригони је насеље у Италији у округу Сијена, региону Тоскана.
Према процени из 2011. у насељу је живело 25 становника. Насеље се налази на надморској висини од 214 м.